# Virginia Slims of Denver 1974
Virginia Slims of Denver 1974  — жіночий тенісний турнір, що відбувся на закритих кортах з килимовим покриттям Denver Auditorium Arena в Денвері (США) в рамках Світової чемпіонської серії Вірджинії Слімс 1974. Відбувсь утретє і тривав з 23 до 29 вересня 1974 року. Третя сіяна Івонн Гулагонг здобула титул в одиночному розряді й отримала за це 10 тис. доларів США.

## Фінальна частина

### Одиночний розряд
Івонн Гулагонг —  Кріс Еверт 7–5, 3–6, 6–4
- Для Гулагонг це був 3-й титул за сезон і 52-й - за кар'єру.

### Парний розряд
Франсуаза Дюрр /  Бетті Стов —  Мона Шалло /  Пем Тігуарден 6–2, 7–5

## Розподіл призових грошей
| Дисципліна       | П       | F      | ПФ     | ЧФ     | 1/8  | 1/16 |
| Одиночний розряд | $10,000 | $5,600 | $2,800 | $1,400 | $700 | $350 |